# رون فاريل
رون فاريل (بالإنجليزية: Ron Farrell)‏ هو لاعب دوري الرغبي نيوزيلندي، ولد في 26 أكتوبر 1939 في غيسبورن ‏ في نيوزيلندا.